# Chaim Nahum
Chaim (Haim) Nahum Effendi (hébreu : חיים נחום ; arabe : حاييم ناحوم), (1872-1960) est un érudit juif, juriste et linguiste du début du XXe siècle. Né à Izmir en 1872, il fait ses études en Palestine, à Constantinople ainsi qu'à Paris. Il aurait eu des bonnes relations avec les Jeunes-Turcs.
Il devient Hakham Bachi (grand-rabbin sous l'Empire ottoman), notamment dans la communauté juive du Caire. En Égypte, il a un rôle de leader très reconnu aussi bien par les Juifs sur place que par les autorités locales, car il exerce également la fonction de sénateur à l'Assemblée législative.
À son décès en 1960, il est enterré au cimetière juif de Bassatine au Caire.

## Œuvres
- La Vie juive en Babylonie entre les IIIe et VIIIe siècles  (1900)
- Sept mois en Abyssinie, étude historique sur les Falachas (1909)
- La Littérature karaite en Turquie (1912)
- Traduction française commentée de 1064 firmans impériaux ottomans concernant l'Égypte de 1517 (1932)